# Кобан (Северная Осетия)
О селе в Молдавии см. статью Кобаны.
Коба́н (осет. Хъобан) — село в Пригородном районе Республики Северная Осетия-Алания.
Административный центр муниципального образования «Кобанское сельское поселение».

## География
Располагается на высоких террасах левого берега реки Гизельдон в Кобанском ущелье. Изначально состояло из двух населённых пунктов — Верхний и Нижний Кобан, которые в наши дни соединились в одно село.

## История
Вахушти упоминает Кобань среди других тагаурских поселений, отмечает что оно больших размеров и имеет каменные башни.
Селение Кобань делилось на верхний аул (Кануковых) и нижний (Тулатовых).
Выходцы из селения Кобань переселялись, в основном, в селения: Гизель, Беслан, Батако, Фарн и др.
После сожжения генералом нижнего аула Абхадзовым в 1831 г., его жители были переселены в район нынешнего села Мичурино, где они основали Новую Кобань, откуда в свою очередь часть переселилась в 1840-е годы в Батакоюрт (Батако), а часть во время мухаджирства в 1850-е годы в Турцию. В Нижнюю Кобань в итоге вернулись только Тулатовы (Бытаевы), со своими подвластными. По переписи 1886 года Нижняя Кобань оставалась мусульманским аулом, тогда как Верхняя уже была смешанной.
В начале 20 века в Кобань стали переселяться выходцы из Южной Осетии, из Трусовского ущелья Казбегского района Грузии.
Активное строительство в окрестностях села приходится на советский период. С июля 1927 года началось строительство шоссейно-гравийной дороги от Владикавказа до Кобана. В 1927 году в 1,8 км южнее села Кобан, согласно плану ГОЭЛРО, было начато строительство Гизельдонской ГЭС, в 1934 году был введён последний из её гидроагрегатов.
В 1938—1944 годах Кобан был центром Гизельдонского района.
Во время Великой Отечественной войны в 1942 году, линия фронта довольно близко подходила к селу, немецкая авиация совершала налёты на Гизельдонскую ГЭС. Когда бои с немецкими войсками шли в непосредственной близости от ГЭС, основные сооружения станции были подготовлены к взрыву. Отстоять важный гидротехнический объект у села Кобан удалось, а после поражения под Сталинградом, в 1943 году, немецкие войска покинули Северный Кавказ.

## Этимология
По мнению А. Д. Цагаевой, название селения восходит к названию реки Кубань. Также помимо наименования «Кобан», употреблялось и продолжают изредка употребляться название «Кобань».

## Население
| 1939 | 2002 | 2010 | 2011 | 2012 | 2013 | 2014 |
| ---- | ---- | ---- | ---- | ---- | ---- | ---- |
| 1088 | ↘419 | ↘381 | ↘380 | ↗388 | ↗393 | ↗394 |
| 2015 | 2016 | 2017 | 2018 | 2019 | 2020 | 2021 |
| ↗402 | ↗406 | ↘404 | ↗406 | ↗409 | ↘407 | ↘349 |
| 2023 | 2024 | 2025 |      |      |      |      |
| ↘342 | ↗345 | ↗346 |      |      |      |      |

Национальный состав населения по данным Всероссийской переписи населения 2010 года:
- осетины — 367 чел. (96,4 %)
- русские — 7 чел. (1,8 %)
- другие — 7 чел. (1,8 %)

## Археологические памятники
Около Кобана находится характерный для горной Осетии каменный склеп — «заппадз» (осет. зæппадз) и сторожевая башня семьи Кануковых (на южной окраине), также село известно тем, что по его имени назван обнаруженный здесь, так называемый, «кобанский могильник», от которого, в свою очередь, получила название значительная культура бронзового и железного веков на Северном Кавказе — кобанская (XIII/XII — III вв. до н. э.). На материальные памятники этой культуры впервые наткнулись жители Верхнего Кобана в 1869 году, когда, после весеннего половодья, рекой Гизельдоном был размыт и обрушен её левый берег. С тех пор эти места посетило множество археологических экспедиций, в том числе и западноевропейских, а артефакты найденные у села Кобан попали в различные музеи мира, например — в собрание Государственного Эрмитажа в Санкт-Петербурге (Россия); в Музей национальных древностей (фр. Musée d’archéologie nationale) в Сен-Жермен-ан-Ле (Франция).

## Современность
В наши дни село Кобан является центром Кобанского сельского поселения, 2 августа 1994 года Инспекцией Министерства РФ по налогам и сборам по Пригородному району РСО-Алания была зарегистрирована Администрация Кобанского сельского поселения (ОГРН 1021500979169, ИНН 1512008043), главой назначена Т. Р. Кочиева. Часть села, ранее бывшая населённым пунктом Нижний Кобан — сейчас местный центр, здесь находились/находятся сельсовет, автостанция, почта, магазин, кафе, школа-интернат. В 2010 году в рамках реализации Программы газификации регионов России было начато строительство межпоселкового газопровода от ГРС Гизель до села Кобан. Строительство проводится ООО «Кавказрегионгаз», которое впервые в РСО-Алания использует при прокладке газопровода высокого давления полиэтиленовые трубы. В сентябре 2021 года село полностью газифицировано.
По данным ГНИВЦ ФНС России в населённом пункте зарегистрированы улицы Центральная и Коста Хетагурова.

## Русская православная церковь
- Церковь святого апостола Андрея Первозванного. Основана в 2010 году
- Свято-Георгиевский Кобанский женский монастырь. Основан в 2002 году
- Рождественская церковь.